# Гомыленки
Гомыленки — деревня в Лежневском районе Ивановской области России. Входит в состав Лежневского сельского поселения.

## География
Деревня находится в юго-западной части Ивановской области, в зоне хвойно-широколиственных лесов, к востоку от реки Ухтохмы, при автодороге 24Н-135, на расстоянии примерно 7 километров (по прямой) к северо-западу от посёлка городского типа Лежнево, административного центра района. Абсолютная высота — 107 метров над уровнем моря.

### Климат
Климат характеризуется как умеренно континентальный, с умеренно холодной снежной зимой и тёплым летом. Средняя температура воздуха самого холодного месяца (января) — −12 °C (абсолютный минимум — −47 °C); самого тёплого месяца (июля) — 18 °C (абсолютный максимум — 37 °C). Продолжительность вегетационного периода в среднем составляет 160 дней.

### Часовой пояс
Деревня Гомыленки, как и вся Ивановская область, находится в часовой зоне МСК (московское время). Смещение применяемого времени относительно UTC составляет +3:00.

## Население
| 1859 | 1905 | 2010 |
| ---- | ---- | ---- |
| 81   | ↗137 | ↘3   |

### Национальный состав
Согласно результатам переписи 2002 года, в национальной структуре населения русские составляли 100 % из 2 чел.